# Bungalotis
Bungalotis is een geslacht van vlinders van de familie dikkopjes (Hesperiidae), uit de onderfamilie Eudaminae.

## Soorten
- B. astylos (Cramer, 1780)
- B. borax Evans, 1952
- B. clusia Evans, 1952
- B. diophorus (Möschler, 1882)
- B. erythus (Cramer, 1775)
- B. gagarini Mielke, 1967
- B. midas (Cramer, 1775)
- B. milleri Freeman, 1977
- B. quadratum (Sepp, 1848)